# Viola vallicola
Viola vallicola (лат.) — травянистое многолетнее растение, вид рода Фиалка (Viola) семейства Фиалковые (Violaceae). Произрастает на западе и в центральной части Северной Америки.

## Подвиды
Признано два подвида: 
- Viola vallicola A. Nelson var. major (Hook.) Fabijan
- Viola vallicola A. Nelson var. vallicola

## Описание
Viola vallicola — многолетнее растение высотой 2-18 см. От 1 до 5 стеблей, которые могут быть стелющиеся или восходящие до прямостоячих, голые или опушённые. Наполовину подземные, находящиеся на обычно вертикальном стеблекорне от деревянистого корневища. Листья базальные и стеблевые. Цветоносы 3-11,5 см, голые или опушённые. Цветки с ланцетными чашелистиками, лепестки тёмно-лимонно-жёлтые с обеих сторон, верхние два лепестка часто коричневато-фиолетовые абаксиально, нижние три лепестка тёмно-коричневые или коричневато-фиолетовые с прожилками. Плод — сферическая коробочка около 5 мм, голая или тонко опушённая. Цветёт в конце марта — начале июля. Семена коричневые размером 2,1-2,2 мм.

## Ареал и местообитание
Произрастает на западе и в центральной части Северной Америки в Британской Колумбии, Саскачеване, Колорадо, Канзасе, Монтане, Северной и Южной Дакотах и Вайоминге. Растёт на полынных равнинах, прерийных лугах, открытых лесах, в можжевеловом редколесье на высоте 400–2800 м над уровнем моря.

## Галерея

Viola vallicola
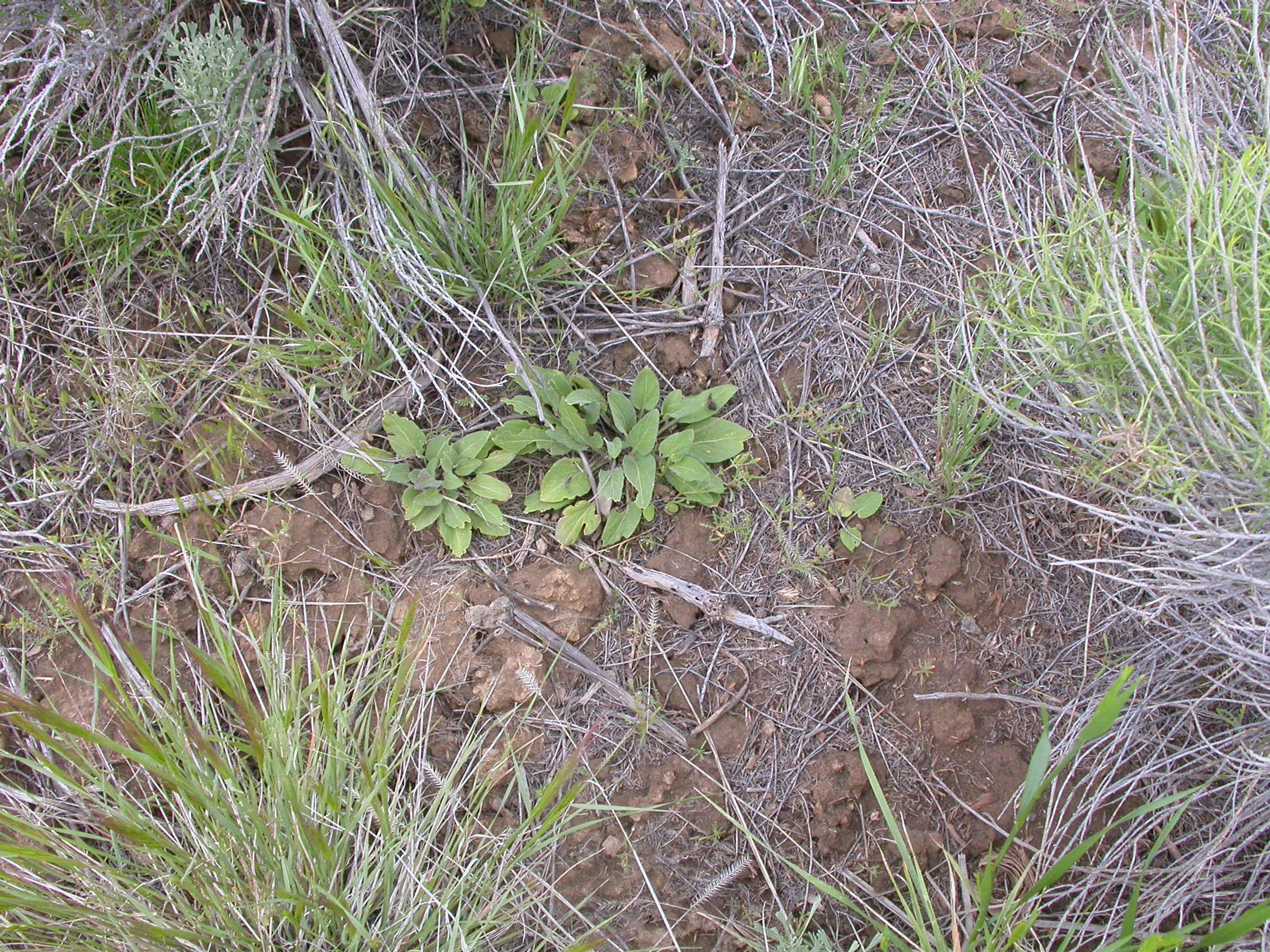
В природе
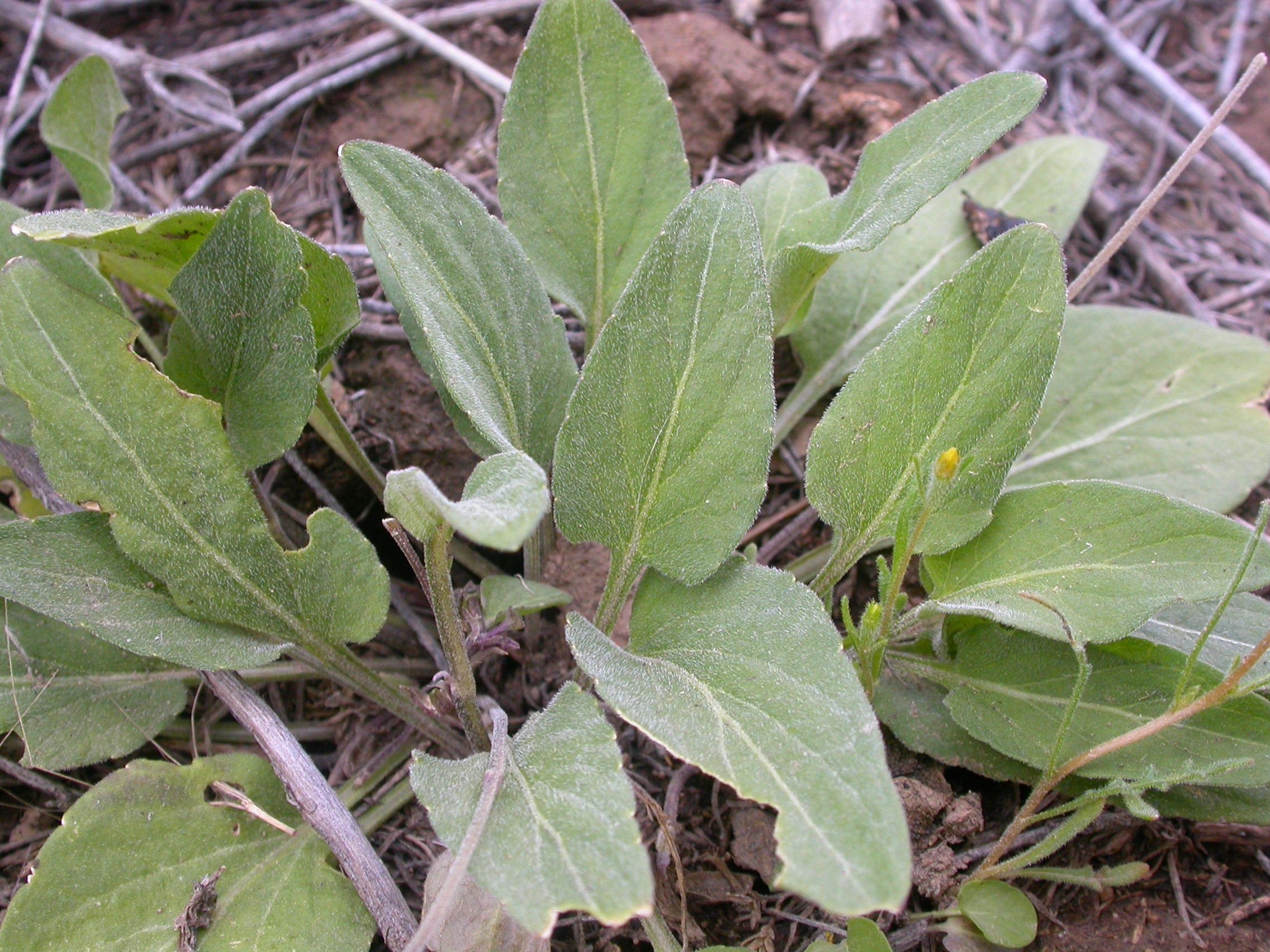
Листва
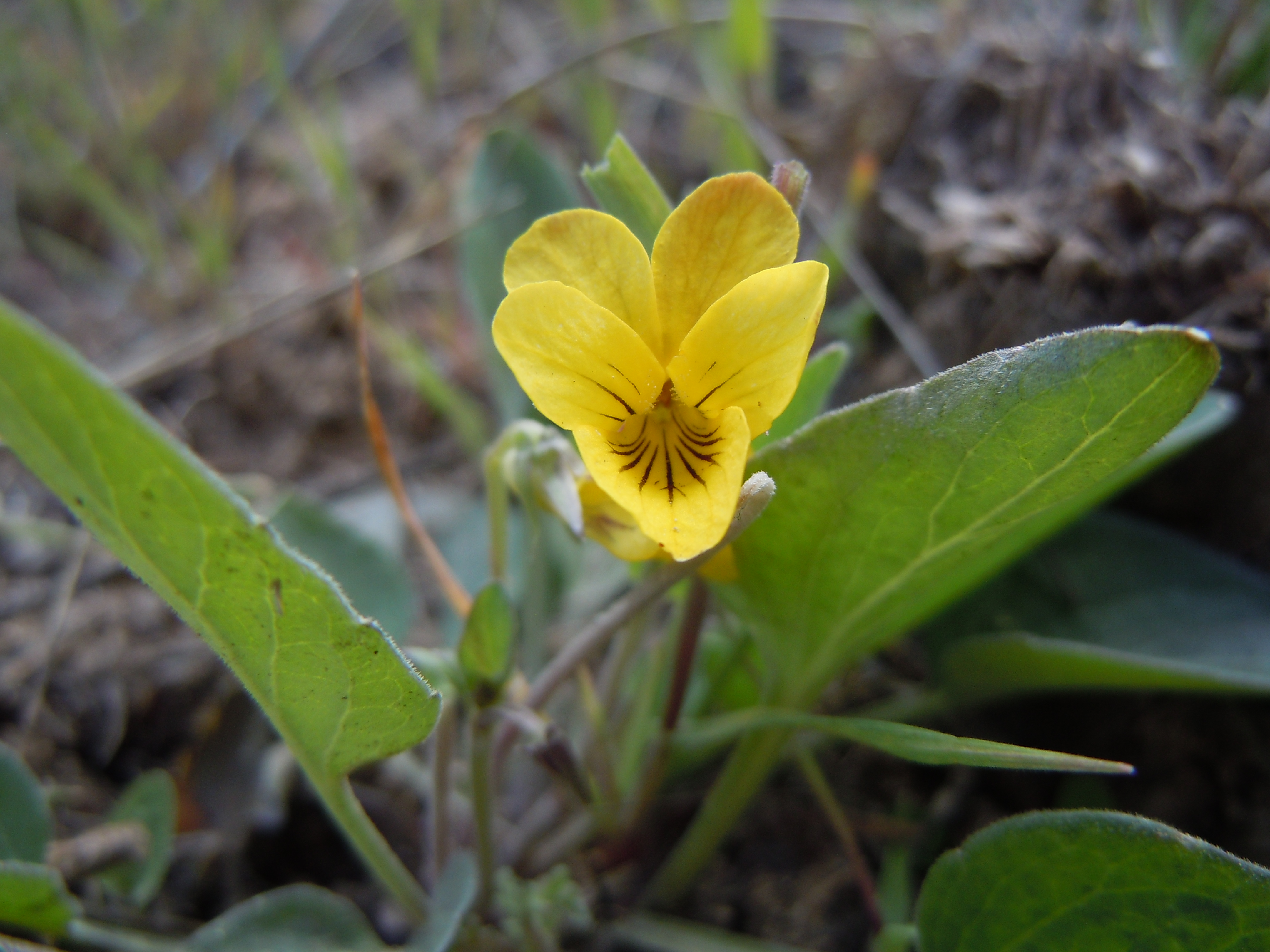
Цветок
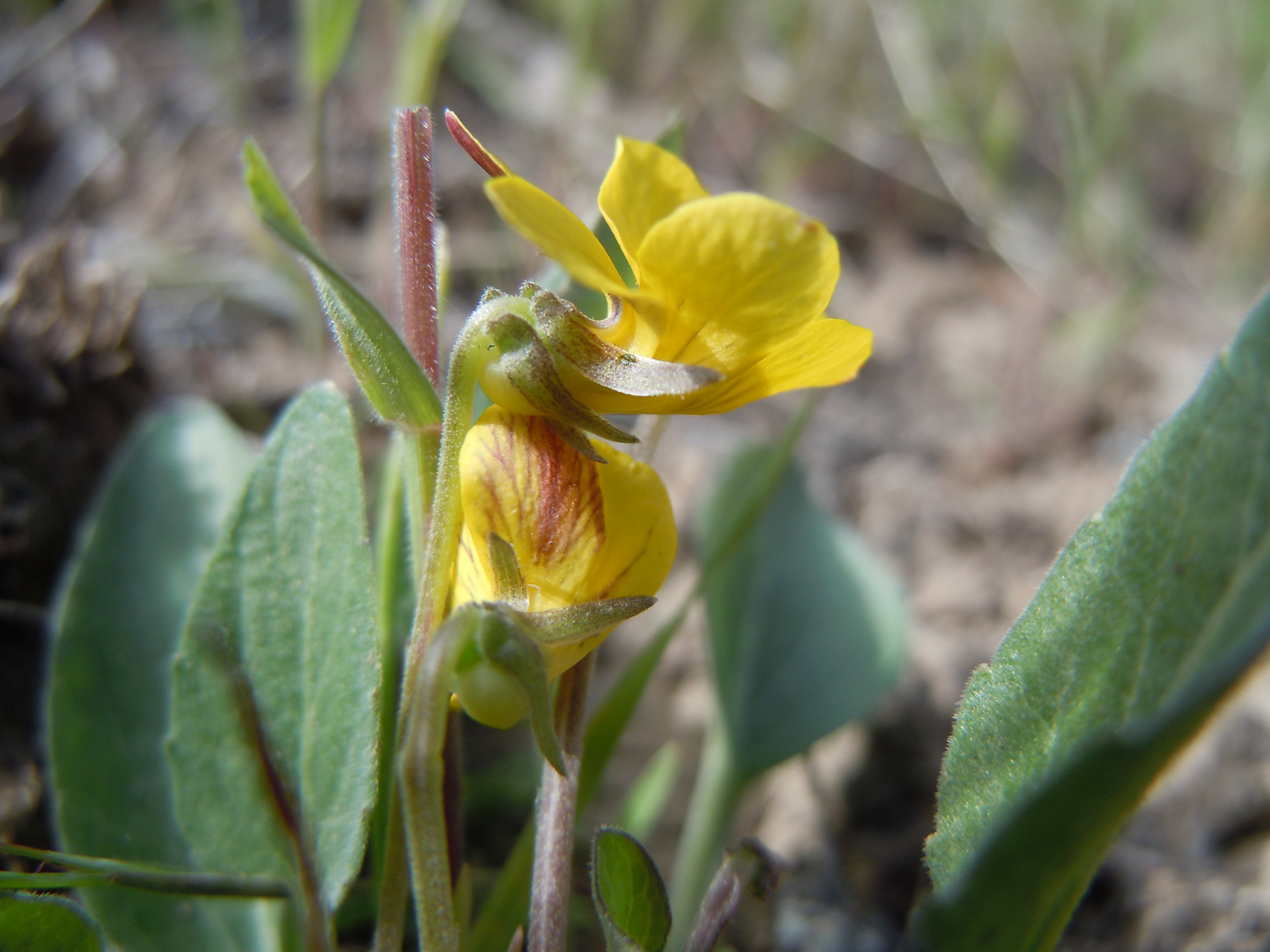